# Institutet för husdjursförädling

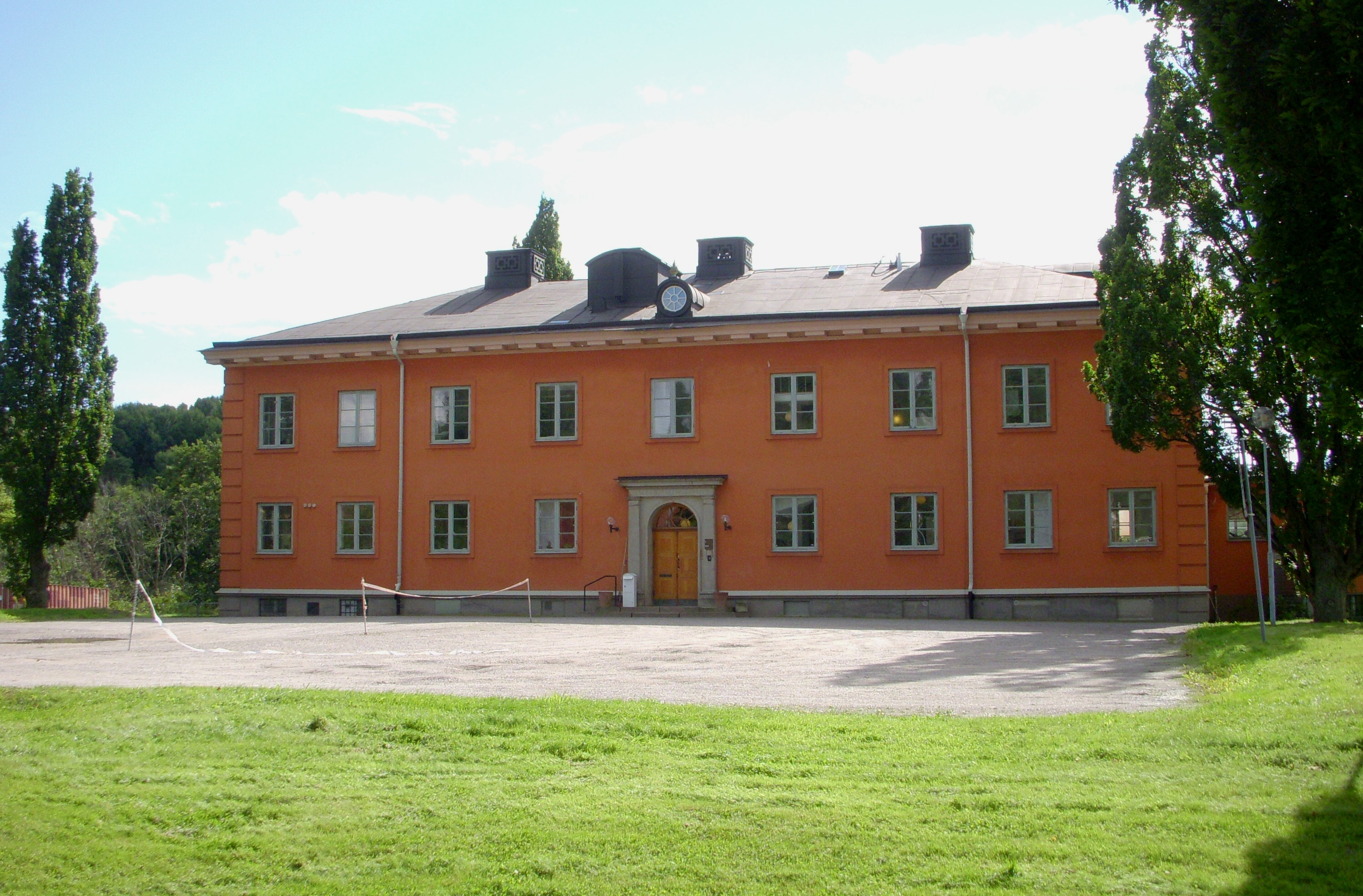
Institutet för husdjursförädlings tidigare byggnad (och senare för Statens Växtskyddsanstalts byggnad, Pipers väg i Solna

Institutet för husdjursförädling var ett privat forskningsinstitut mellan 1928 och 1950.
Institutet för husdjursförädling grundades 1928 genom donationer av Knut och Alice Wallenbergs stiftelse med uppgift att bedriva forskning för avel av husdjur. För institutet uppfördes 1930 en byggnad på en av staten tillhandahållen tomt nära Bergshamra gårds huvudbyggnad i Solna, ritad av Sven Erik Lundqvist. Institutet bedrev också verksamhet på herrgården Viad i Botkyrka kommun, dit verksamheten i sin helhet var förlagd från 1938.
Från 1950 inordnades institutet som en avdelning inom institutionen för avels- och raslära på Lantbrukshögskolan, sedermera Sveriges Lantbruksuniversitet